# إسماعيل أباد (درونة)
أسماعیل أباد (بالفارسية: اسماعیل‌آباد) هي قرية تقع في إيران في قسم درونة الريفي. يقدر عدد سكانها بـ 182 نسمة بحسب إحصاء 2016.